# ArchiCAD
Archicad — программный пакет для архитекторов, основанный на технологии информационного моделирования (Building Information Modeling — BIM), созданный венгерской фирмой Graphisoft. Предназначен для проектирования архитектурно-строительных сооружений и решений, а также элементов ландшафта, мебели и т. п.
При работе в пакете используется концепция виртуального здания. Согласно этой концепции, Archicad представляет виртуальную существующую в памяти компьютера модель реального здания. Для выполнения модели на начальных этапах работы, проектировщик фактически «строит» здание, используя при этом инструменты, имеющие свои полные аналоги в реальности: стены, перекрытия, окна, лестницы, разнообразные объекты и т. д. Завершив этап моделирования, пользователь может извлечь из виртуального здания все необходимые данные для дальнейшего создания проектной документации: планы этажей, фасады, разрезы, экспликации, спецификации, визуализации и т. п. Archicad является одним из первых приложений в АИС-индустрии, реализовавших поддержку подхода OPEN BIM на основе межплатформенного формата взаимодействия IFC.

## История
Разработка Archicad началась в 1982 году компанией Graphisoft для компьютеров Apple Lisa. Archicad 1.0 являлась программой для проектирования водопроводных труб. После успеха последующих версий в 1987 году, программа стала считаться одной из самых первых, на тот момент, осуществляющих объектно-ориентированную модель (BIM). Создатель Archicad также считал, что Sonata, вышедшая годом позднее, была более продвинутой программой, чем Archicad на момент своего выпуска. Его программа стала считаться одной из первых, способных воссоздавать 2D, а также 3D геометрию, и была признана «революционной» за возможность хранить большое количество информации о 3D модели.

## Список версий
Ниже представлен список версий Archicad:
- 1984 — Radar CH (Archicad 1.0)
- 1986 — Archicad 2.0
- 1987 — Archicad 3.0
- 1988 — Archicad 3.1
- 1989 — Archicad 3.3
- 1990 — Archicad 3.4
- 1991 — Archicad 4.0
- 1992 — Archicad 4.1
- 1993 — Archicad 4.16
- 1994 — Archicad 4.5
- 1995 — Archicad 4.55
- 1996 — Archicad 5.0
- 1997 — Archicad 5.1
- 1998 — Archicad 6.0
- 1999 — Archicad 6.5
- 2001 — Archicad 7.0
- 2002 — Archicad 8
- 2003 — Archicad 8.1
- 2004 — Archicad 9
- 2006 — Archicad 10

В дальнейшем версии с номерами по порядку без расширений выпускаются ежегодно. В настоящее время наиболее свежей является 28-я версия, выпущенная в октябре 2024 года. Все версии вплоть до 4.16 выпускались под ОС Apple Macintosh. Версия 4.16 была также выпущена под Windows 3.1. Все последующие версии, кроме 4.5, выпускались под ОС семейства Windows и MacOS X.

## Инструменты

### Инструменты создания конструктивных элементов
СтеныАналог реальных стен. В плане могут быть прямые, трапецеидальные, многоугольные (произвольной формы). Вертикальное сечение может быть прямым, наклонным, с двухсторонним наклоном (трапециевидное), а также сложным профилем. Возможно моделирование деревянных стен из бревен или сруба. Модели могут иметь композитный (многослойный) состав. При построении стен они бесшовно сопрягаются друг с другом (допустимо отключение данной возможности).
КолонныВертикальные или наклонные стержни прямоугольного, круглого или произвольного сечения. Сечение постоянно по всей колонне. Состоят из ядра и облицовки (при указании нулевой толщины облицовки — только из ядра).
БалкиПрямолинейные, горизонтальные или наклонные элементы прямоугольного или профильного сечения. Сечение постоянно по всей длине балки. В балках могут быть устроены отверстия прямоугольной или круглой формы.
ПерекрытияПрямоугольные призматические конструкции, расположенные в горизонтальной плоскости. В плане могут иметь любую форму. Могут иметь композитный состав. Ближайшим аналогом в реальности являются монолитные перекрытия.
КрышиНаклонные элементы покрытия. Возможно моделирование простого ската, многоскатной крыши, сводчатой крыши, купола. При пересечении друг с другом автоматически бесшовно не сопрягаются. Могут иметь композитный состав. В версиях Archicad до 9.0 только крыши могли использоваться для подрезки верха или низа конструктивных и библиотечных элементов. В версии 9.0 появилась возможность выполнения логических операций сложения, вычитания и пересечения для любых трёхмерных элементов, вследствие чего особая возможность крыш по подрезке стала неактуальной. Тем не менее, эта возможность была сохранена во всех последующих версиях Archicad.
3D сеткиПоверхность произвольной в плане формы, имеющая различную высоту составляющих её точек. В основном используется для создания геоподосновы. Могут иметь нулевую толщину (поверхность) или представлять собой объёмное тело. В последнем случае, различную высоту можно задавать только точкам верхней плоскости. Основание такого тела будет горизонтальным, расположенным на одном постоянном уровне. Боковые грани тела будут отвесными. Не могут иметь композитного состава.
Навесные стены (перегородки)Инструмент, позволяющий проектировать и документировать сложные конструкции, содержащие перегородки и навесные стены на плане этажа, в разрезах и 3D-окне. На примере перегородки определяется первый системный инструмент Archicad — новый подход к определению конструктивных элементов. Перегородка — это совокупность её элементов, упорядоченных согласно схеме, предназначенных для создания иерархической системы, которой можно оперировать как единым целым. При этом элементы системы любого иерархического уровня являются индивидуально доступными и редактируемыми. Инструмент Перегородка позволяет конфигурировать, размещать и редактировать такие её составляющие, как рамы, панели, аксессуары и соединительные элементы. Все они являются элементами перегородки, размещаемыми согласно опорной поверхности и в соответствии с предварительно определённой и редактируемой схемой.
СеткаДанный инструмент был включён в некоторые ранее локализованные версии Archicad; в Archicad 12 он стал стандартной составной частью пакета. Элементы сетки являются составными частями модели и предназначены для того, чтобы служить конструкцией, относительно которой размещаются многие элементы, или которая служит основой для идентификации местоположения в модели. Конструкторская и шаговая сетки являются глобальными, равномерно размещаемыми сетками, охватывающими все 2D-окно, и используются они в качестве вспомогательных средств при вводе и редактировании. В свою очередь, инструмент Сетка создаёт специальную локальную структурную сетку. Сетка, создаваемая этим инструментом, является интерактивной, поэтому Вы можете редактировать элементы сетки даже после их размещения. Элементы сетки могут редактироваться с помощью диалогового окна инструмента. Элементы сетки могут размещаться на плане этажа и в 3D-окне, вместе с тем они могут показываться в окнах разрезов, фасадов, внутренних видов и 3D-документов.
ОболочкаИнструмент появился в 15 версии. Позволяет моделировать широкий спектр архитектурных объёмов свободных форм — как для исторических, так и для современных зданий.

### Библиотечные элементы
ОбъектыПараметрические элементы общего назначения. Различные железобетонные и металлические изделия, мебель, элементы визуализации (фигуры людей, деревья, автомобили и мн. др.). Особняком стоят объекты, не имеющие 3D-представления и используемые в основном при оформлении чертежей — стандартные таблицы, штампы и пр.
Источники светаЭлементы дополнительного (помимо солнца) освещения. Параметры источников света в основном идентичны параметрам объектов. Отличие заключается в наличии ряда уникальных управляющих элементов (параметров): выключателя, регулятора цвета светового потока и его яркости.
Окна и двериСпециализированные параметрические элементы для вставки в стены соответственно окон и дверей. Стандартная библиотека Archicad включает в себя прямоугольные, треугольные, многоугольные, арочные окна и двери, а также пустые проёмы разнообразных форм. Возможно устройство окон с четвертями различного вида. Окна могут быть угловыми. Ниши в стенах и пилястры в Archicad тоже относятся к этому классу объектов.
Особенностью окон и дверей является их зависимость от стен. Окно или дверь не может существовать вне стены (в виде отдельного оконного переплета, например).
Световые люкиВ основном аналогичны окнам, но размещаются не в стенах, а в крышах. При установке автоматически привязываются к поверхности крыши, воспринимают её уклон и создают проём в крыше.
Концы стенСпециальные параметрические объекты. Представляют собой разнообразные утолщения, скосы и скругления торцов стен.
ЛестницыОбъекты, представляющие собой аналог реальных лестниц. Параметры полностью аналогичны параметрам объектов, однако в связи с особой важностью данных элементов выделены в отдельный инструмент. Возможно создание новых типов лестниц в программе StairMAKER, поставляемой с Archicad и интегрированной в программу. Доступны прямолинейные, криволинейные, винтовые лестницы, а также пандусы.

### Элементы, используемые для создания архитектурно-строительных чертежей
Archicad предоставляет широкие возможности для 2D черчения. При выпуске графической документации по проекту обойтись без 2D черчения, разумеется, невозможно. Существуют следующие инструменты 2D черчения: линии, полилинии, дуги, окружности, эллипсы, сплайн-кривые, штриховки, текстовые блоки, выносные надписи, линейные, радиальные и угловые размеры, отметки уровня.

## Преимущества и недостатки
Основным преимуществом программы является естественная взаимосвязь между всеми частями проекта. Технология виртуального здания (BIM, ЦМО) позволяет работать не с отдельными, физически никак не связанными между собой чертежами, а со всем проектом в целом. Любые изменения, сделанные, к примеру, на плане здания, автоматически отобразятся на разрезах, видах, в спецификациях, экспликациях и пр. Такой подход обеспечивает значительное сокращение времени проектирования. Кроме того, при правильной работе с виртуальным зданием гарантировано обнаружение и устранение большинства проблем, которые обязательно проявились бы на более поздних этапах проектирования или, что ещё хуже, уже на строительной площадке.
Благодаря большому количеству настроек стандартных инструментов, объекты настраиваются в соответствии с пожеланиями пользователя.
Archicad позволяет работать над одним проектом группе архитекторов. Развитая система групповой работы (teamwork) также сокращает время проектирования и способствует недопущению несоответствий в частях проекта, разрабатываемых разными архитекторами.
Начиная с 12 версии Archicad разработчик выпускает дополнительные приложения, призванные расширить функциональность базового продукта. Среди этих приложений:
- MEP Modeler Архивная копия от 11 ноября 2016 на Wayback Machine, предназначенный для создания, редактирования и импорта 3D-моделей инженерных коммуникаций в среде Archicad,
- EcoDesigner Архивная копия от 11 ноября 2016 на Wayback Machine, позволяющий проводить энергетические расчёты здания силами архитекторов,
- Virtual Building Explorer Архивная копия от 14 апреля 2011 на Wayback Machine, предназначенный для создания интерактивной презентации созданного в Archicad проекта.
- BIMx[5] и BIMxPRo, предназначенные для доступа к BIM-моделям с мобильных устройств.

Недостатком программы можно считать ограниченные возможности по созданию объектов со сложной, нестандартной геометрией (например, поверхности NURBS, скульптурное моделирование), что зачастую не позволяет проектировщику стандартными средствами реализовать все свои идеи в полной мере. Для решения такой проблемы можно воспользоваться импортом из сторонних программ наподобие Cinema 4D, 3ds Max. Также Archicad не предусматривает многовариантности проектирования (это решение не выделено в отдельный инструмент — класс) — в любой момент времени в рамках одного файла предпочтительно иметь один полноценный вариант принимаемых архитектурно-строительных решений (однако этот недостаток до некоторой степени можно решить отображением комбинаций слоёв). Архикад предусматривает разработку многовариантности с помощью фильтра реконструкции.

## Лицензионная политика производителя
Имеется три типа лицензий Archicad: коммерческая, учебная (для студентов, преподавателей и учебных заведений) и испытательная (триал). Все лицензии, кроме коммерческой, бесплатные. Также имеется демонстрационная версия.
В процессе установки АrchiCAD будет выведено сообщение, предлагающее выбрать вариант лицензии. При отсутствии лицензионного ключа предлагается воспользоваться демоверсией.

### Коммерческая лицензия
Для запуска коммерческой версии Archicad в полноценном режиме необходимо, чтобы был подключен электронный ключ защиты. В зависимости от приобретённого пакета ключ защиты позволяет использовать Archicad либо в однопользовательском режиме, либо в сети. При наличии электронного ключа защиты Archicad будет функционировать в полноценном режиме только во время работы с файлами, созданными в коммерческой версии. Если же будет открыт файл, созданный в учебной версии, ArchiCAD переключается в учебный режим и при печати и выводе на плоттер на выводимых страницах появляются водяные знаки. При попытке запуска коммерческой лицензии на компьютере без подключённого электронного ключа защиты будет предложено запустить демоверсию программы или выйти из неё.

### Учебная лицензия
Данный вид лицензий предназначен для студентов, преподавателей и учебных заведений. Функциональных отличий от коммерческой версии не имеет, расширения файлов Archicad, созданных в учебной версии, такие же, как и в коммерческой (PLN — для индивидуального проекта и PLA — для архивного индивидуального проекта). При печати файла, созданного в учебной версии или выводе его на плоттер каждая страница будет содержать водяные знаки. Файл Archicad, созданный в учебной версии, может быть открыт в коммерческой версии Archicad, однако при этом Archicad переключается в учебный режим.

### Испытательная лицензия
Позволяет опробовать все возможности Archicad в течение 30 дней на одном компьютере. Хотя испытательная лицензия предоставляет все возможности программы, она имеет следующие ограничения по сравнению с коммерческой лицензией:
- Каждая испытательная установка Archicad имеет свой собственный формат файла, поэтому работать в групповом проекте невозможно. Возможно опробовать функциональные возможности Teamwork, если пользователь сделает проект групповым и будет производить доступ к нему на компьютере, где установлена испытательная версия.
- Файлы полной коммерческой версии, открываемые в испытательной версии, преобразуются в формат файла испытательной версии.
- Файлы испытательной версии содержат водяные знаки.
- Испытательная версия не предоставляет возможность сохранять файлы в формате предыдущей версии программы.

### Демоверсия
Демоверсия программы Archicad имеет следующие ограничения по сравнению с коммерческой лицензией: невозможно выполнять сохранение проекта, невозможно выполнять вывод на принтер и плоттер, невозможно выполнять операции копирования и вставки, невозможно работать в групповом режиме. Эти команды и пункты меню являются недоступными, а заголовок окна Archicad заменяется на Archicad Демо. Кроме того, в правом нижнем углу рабочего окна присутствует логотип Graphisoft. Демоверсия запускается, если к компьютеру не подключен ключ защиты, или если он испорчен, или если все имеющиеся лицензии в настоящий момент используются.

### ArchiCAD START Edition
Этот пакет создан на основе соответствующей версии Archicad путём исключения из него функций и возможностей, нехарактерных для небольших архитектурно-строительных фирм. При необходимости, Archicad START Edition может быть обновлён до полной версии Archicad, при этом со всеми ранее созданными файлами можно работать без каких-либо ограничений.

## Системные требования[7]
Начиная с Archicad 12, многоядерные процессоры включаются в рекомендуемую стандартную платформу для повышения производительности вычислений. Это особенно отражается на выполнении операций навигации и построении 3D-модели, включая построение разрезов с учётом отбрасывания теней.
Основные системные требования:
Mac OS
- Mac OS X 10.5 или новее
- Mactel: Macintosh с любым Intel процессором

Windows
- Microsoft Windows XP Professional, Vista Business/Enterprise/Ultimate Edition, Windows 7. Установщик Archicad автоматически установит Java 1.6 и QuickTime 7, если их нет на компьютере.
- Intel Pentium 4 или любой другой совместимый процессор с такими же или более высокими характеристиками.

## Факультативное периферийное оборудование
В Archicad можно использовать все основные типы принтеров, плоттеров и дигитайзеров. Перьевые плоттеры (или растровые плоттеры в режиме перьевых плоттеров) не поддерживаются, начиная с версии Archicad 8.1. 